# Kombinat Sternradio

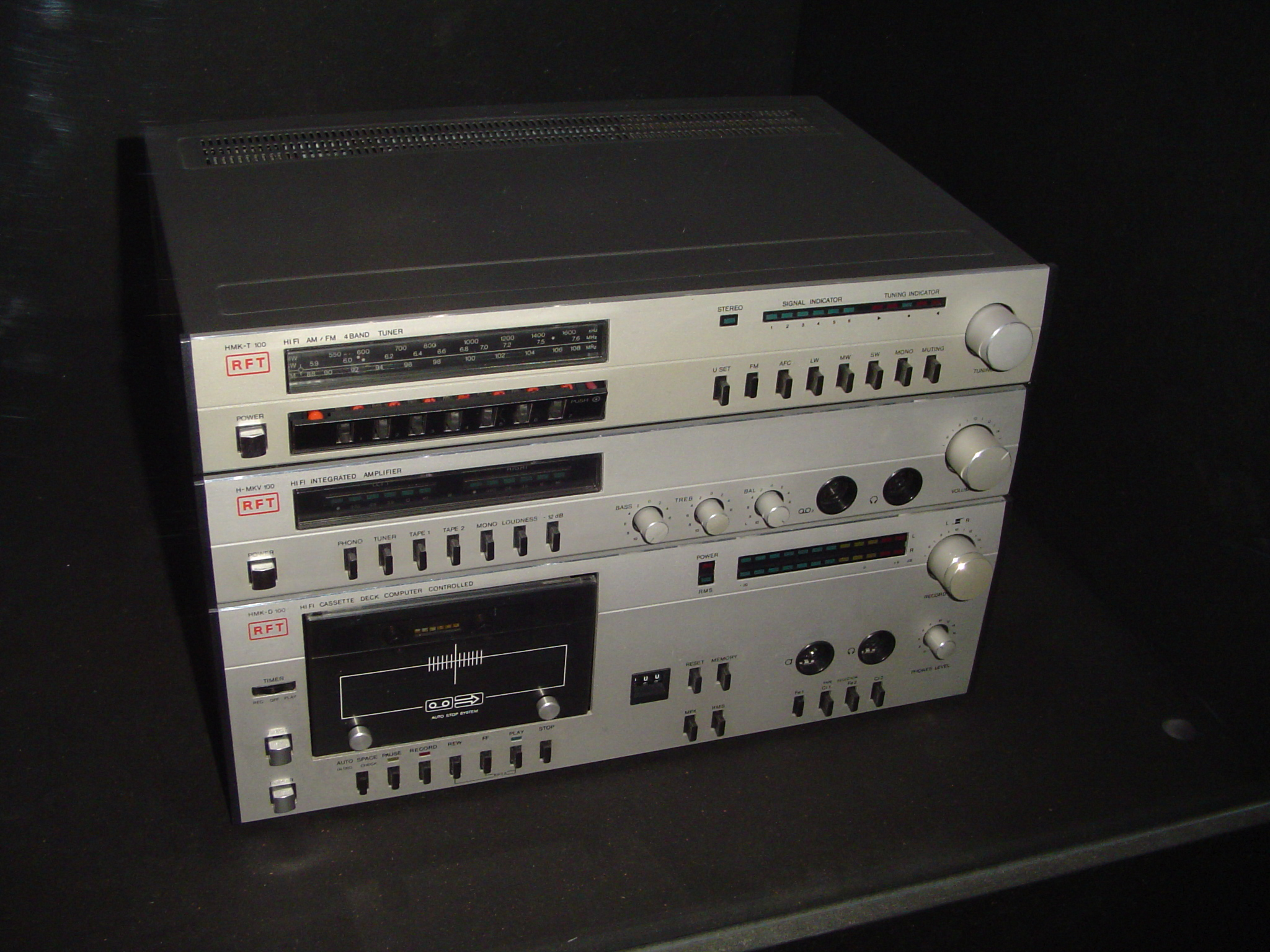
Stern-Radio HMK 100 Berlin 1986

Im Kombinat VEB Stern-Radio Berlin als Dachorganisation wurde die Rundfunkgeräte-Fabrikation der DDR zentral gelenkt. Dem Kombinat gehörten im Laufe der Zeit unterschiedliche Werke an, seit etwa 1970 bis zum Ende der DDR waren es insgesamt vier, die die gesamte Produktion von Radio-Empfängern bewältigten. 

## Teilnehmende Firmen
Die wichtigsten Werke waren:
- VEB Stern-Radio Berlin
- VEB Stern-Radio Sonneberg
- VEB Stern-Radio Rochlitz
- VEB Stern-Radio Staßfurt

Das „Stern-Radio“-Logo aus Metall wurde auch in anderen Stern-Radio-Betrieben verwendet, zierte also die Holzgehäuse einiger Modelle aus Leipzig, Staßfurt und Rochlitz.
Von 1948 bis 1952 nannte sich auch der spätere VEB Fernmeldewerk Leipzig „Stern-Radio Leipzig“, auch dort wurden bis 1951 Rundfunkempfänger hergestellt. Später gehörten dem Kombinat weitere Fertigungsstätten an, wie Hersteller von Schallplattenspielern, z. B. der VEB Elektroakustik Leipzig. In den späten 1980er Jahren waren Stern-Radio Sonneberg und Stern-Radio Berlin sowie einige Betriebe des Kombinat ROBOTRON neben REMA und HELI-Radio die einzigen Radiohersteller, die noch in Deutschland produzierten.

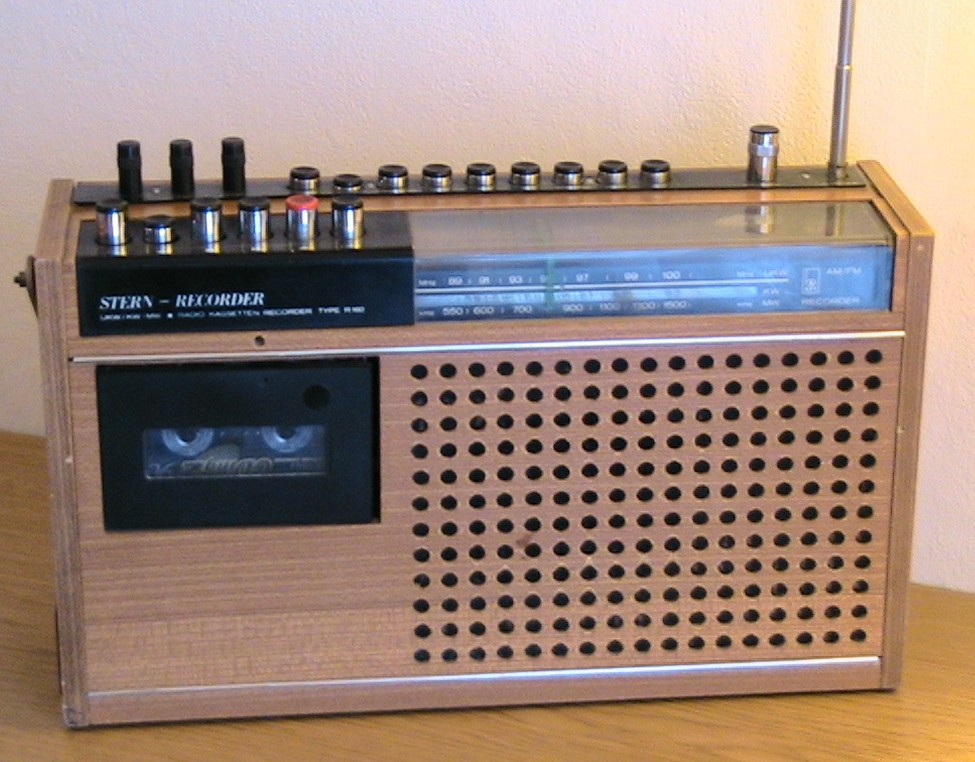
Stern-Recorder R160 vom VEB RFT Sternradio Berlin

Das Kombinat gehörte zur RFT, dem Herstellerverbund von Elektronik und Nachrichtentechnik in der DDR.

## Firmengeschichte

### VEB Stern-Radio Sonneberg
1945 wurde in Sonneberg in Thüringen die Firma Elektro-Apparatefabrik Köppelsdorf (EAK) unter russischer Leitung gegründet. Gebildet wurde die Firma durch die Verlagerung von Waren und Betriebseinrichtungen eines lettischen Elektrotechnik-Betriebes, der Valsts elektrotehniskā fabrika (VEF), die 1944 unter der Leitung der AEG hauptsächlich militärische Funktechnik produziert hatte (u. a. auch Hersteller der Minox-Kleinkamera). Im Herbst 1945 wurden mit der Wehrmachtsröhre RV12P2000 erste Radios produziert.
1946 begann die Serienproduktion des ersten Radios, Modell 47/3. 1950 wurde der Super Modell 46/50 zum Erfolgsmodell der Firma. Es gab ihn in einem Bakelitgehäuse und in Holzausführung. Am 1. Mai 1952 wurde die Leitung des Betriebes der DDR übergeben. Es erfolgte die Umbenennung in VEB Stern-Radio Sonneberg. Köppelsdorf war als Sonneberg 3 eingemeindet. 1959 wurde das erste DDR-Transistor-Taschenradio „Sternchen“ in Sonneberg entwickelt und produziert. Ab 1961 wurden die „Sternchen“ auch im Berliner Werk hergestellt. Ab 1965 wurden nur noch volltransistorisierte Geräte entwickelt und gefertigt. Im Jahr 1968 verließ der erste Stereo-Empfänger das Werk.
1982 war der Betrieb Stern-Radio Sonneberg größter Hersteller von Radiogeräten in der DDR. Es wurden auch Chassis für andere Hersteller gefertigt. Der Export der Geräte erfolgte in Länder des Ostblocks und über Großhändler (z. B. Bruns) auch in die BRD.
Nach der Wiedervereinigung ging das Werk in die Liquidation und wurde schnell abgewickelt.

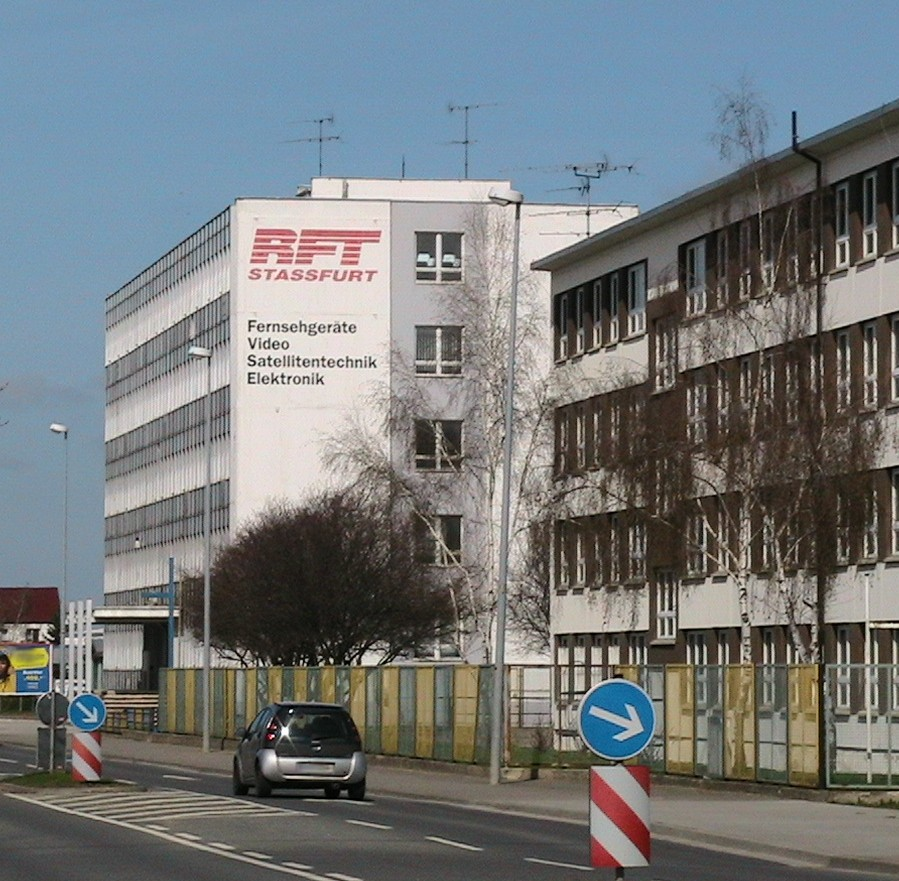
Ehemaliger VEB RFT Stern-Radio Staßfurt

### VEB Stern-Radio Staßfurt
Siehe: RFT – Das Radiowerk in Staßfurt

### VEB Stern-Radio Rochlitz
Im Zweiten Weltkrieg verlagerte die Firma Graetz ihre Produktion in die Kleinstadt Lunzenau in Sachsen. Im Jahr 1946 wurde der Betrieb in die benachbarte große Kreisstadt Rochlitz verlegt und der Betrieb enteignet. Ab 1947 firmierte man als VEB Stern-Radio Rochlitz. Gebaut wurden bis 1963 hauptsächlich Großsuper, danach fernmeldetechnische Produkte. Nach der Wende übernahm Alcatel SEL und schloss die Produktion in Rochlitz im Jahr 1995.

### VEB Stern-Radio Berlin
Das Werk Stern-Radio an der Liebermannstraße in Berlin-Weißensee gehörte ursprünglich zu Loewe-Opta (ab 1930: Radio AG D. S. Loewe, später Löwe Radio AG bzw. Opta Radio AG). Das Loewe-Stammwerk befand sich im Westteil der Stadt an der Teltowkanalstraße in Berlin-Steglitz. Nach dem Krieg wurden die Betriebe durch die Spaltung Berlins getrennt. Als Opta- bzw. Phonetika-Radio stellten beide Werke Elektronenröhren (Radioröhren) her.

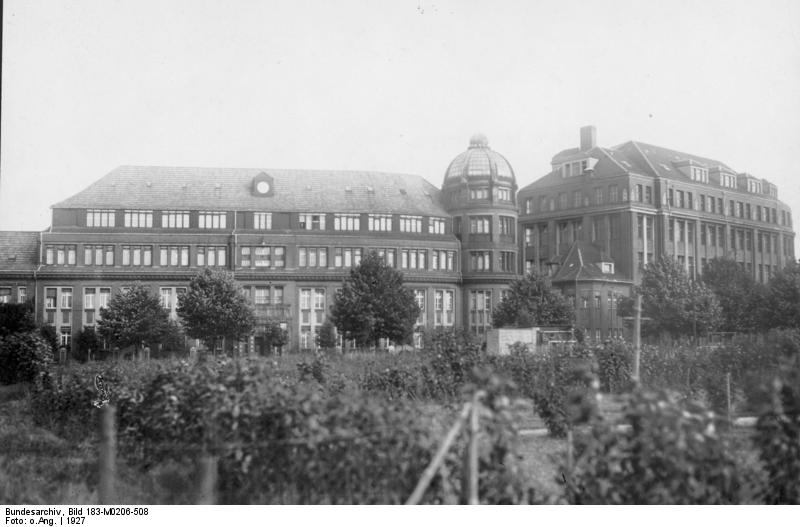
Riebe Werk 1927

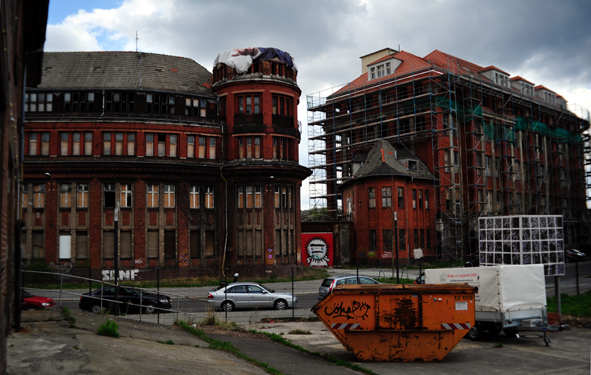
Ruine VEB Stern-Radio-Berlin Weißensee 2012

Das Hauptgebäude des Werkes in Berlin-Weißensee wurde 1912–1913 für die Kugellagerfabrik August Riebe GmbH errichtet. 1920 wurde die Produktion eingestellt. Niles Werkzeugmaschinen aus Berlin-Oberschöneweide übernahm einen großen Teil des Geländes. Die Raspe GmbH übernahm die Gebäude und setzte die Produktion im Hauptgebäude fort – bald unter dem Namen „Raspe und Riebe“.
Während des Zweiten Weltkriegs erhielt Raspe und Riebe Rüstungsaufträge. Unter anderem wurden selbstabdichtende Treibstofftanks für Panzer und Flugzeuge, Bauteile und Steuergeräte für „Vergeltungswaffen“ und Funktechnik für die Flugzeugindustrie hergestellt. Die Produktion für die Luftwaffe stand unter der Leitung des Stammwerks von Opta Radio in Berlin-Steglitz. Zum Transport von Materialien zwischen den Betrieben diente die Straßenbahn. Des Weiteren wurden im Auftrag der Steatit-Magnesia AG, Dralowid-Werk Berlin-Lichterfelde, Schichtwiderstände als Wehrmachtsauftrag WL produziert. Während des Zweiten Weltkrieges arbeiteten mehrere tausend männliche und weibliche Zwangsarbeiter unter anderem aus Russland, Italien, Holland, Polen, Belgien und Frankreich im Werk.
Unmittelbar nach Kriegsende 1945 übernahm die Steglitzer Opta-Radio AG das Werk von Raspe und Riebe und errichtete mit zunächst 10 Mitarbeitern die Produktion von Elektronenröhren wieder. Zunächst wurden mit Bauteilen aus Wehrmachtsaufträgen Einkreisempfänger W312 hergestellt. Da Bombentreffer den hinteren Ostflügel des Haupthauses zerstört hatten, waren nur noch der vordere westliche Rundbau an der Planstraße und eine Lagerhalle verwendbar. Wegen der Reparationsleistungen wurden 1946 weitere Teile des Werkes demontiert. Die Phonetika-Produktion wurde treuhänderisch verwaltet und das Westberliner Stammwerk von Opta Radio versuchte, einen Fuß im Ostteil der Stadt zu halten.
1948 wurde die Phonetika Radio GmbH im Werk in Berlin-Weißensee gegründet. Etwa 110 Mitarbeiter arbeiteten in der Röhren- und Radioproduktion, die jährlich circa 250.000 Elektronenröhren herstellten, davon die Typen AZ1, AZ11, AZ12, AF3, AF7, CF7, ACH1, AL4 und CL4. Außerdem wurden der Einkreisempfänger W 149 (mit den Röhren AF7, AL4, AZ1 oder AF3, AL4, AZ11) und die Kleinsuperhetempfänger Export W (ECH11, EBF11, ECL11, AZ11, EM11) bzw. Export GW (UCH11, UBF11, UCL11, UY11, UM11) gefertigt. Nach Enteignungen hieß das Werk ab 1950 VEB Phonetika Radio und war Teil der Vereinigung Volkseigener Betriebe Berlin VVBB. Hauptabnehmer der Elektronenröhren waren schon damals die zukünftigen Betriebe des Kombinats (Stern-Radio Leipzig, Stern-Radio Rochlitz, Stern-Radio Staßfurt, Funkwerk Leipzig, Funkwerk Kölleda, Fernmeldewerk Arnstadt, EAK Köppelsdorf – später Stern-Radio Sonneberg). Das Werk wurde dem VVB Elektroindustrie unterstellt und führte bereits das Warenzeichen RFT. Eine vom Funkwerk Erfurt entwickelte Radioröhre (UEL 51) wurde in die Produktion übernommen. Ende 1950 wurde der Einkreisempfänger 1U 11 vom Funkwerk Leipzig auch in Berlin produziert. 1951 erfolgt die Umbenennung in VEB Stern-Radio Berlin. Später wurde das Kombinat gegründet und das Berliner Werk integriert. Es wurde Sitz der Kombinatsleitung. 1952 wurde der noch einfachere Empfänger 1 U16 herausgebracht. Die Röhrenproduktion wurde beendet, die Maschinen und Ausrüstungen gingen nach Mühlhausen zum neuen VEB Röhrenwerk (bis 1945 Elektronenröhrenwerk der Berliner C. Lorenz AG). Neue Radio-Modelle kamen auf den Markt: Kolibri (zwei Festsender) und Zaunkönig (Vierkreiser) im gleichen Bakelit-Gehäuse. Ab 1955/1956 wurde der aus Rochlitz stammende Paganini gefertigt. Der letzte Einkreisempfänger Grünau (Weiterentwicklungen des 1U 11) wurde bis 1958 hergestellt. Als Eigenentwicklungen wurden der Berolina, Potsdam, Nauen, Werder, Bernau u. a. gefertigt.
1957 begann die Fernsehproduktion. Das Modell Weißensee mit 30er- oder 43er-Bildröhre kam auf den Markt. Auch einen „Beamer“ (Projektions-Bildröhre) gab es schon, den Schwarz-Weiß-Projektionsempfänger Panke. Der VEB Stern-Radio Berlin betrieb eine eigene Reparaturabteilung des „Industrieladens“ in der Stalinallee. Ab 1958 wurde der kleine Alex produziert. Das Gerät konnte nicht so ohne weiteres für Westempfang in Berlin umgerüstet werden. 1960 kam der letzte Fernseher aus Berlin auf den Markt, der Berolina. 1962 wurde das Werk Alleinhersteller tragbarer Rundfunkgeräte in der DDR. Die gesamte Produktionskapazität wurde nun für Klein- und Transistorgeräte und mobile Rundfunkempfänger eingesetzt. Es wurden die Modelle Sternchen, Club, Mikki und Junior, die Koffergeräte Party, R111, R100 Vagant, Camping, Format, Elite, Automatic und Effekt, und die Autoradios Konstant, Autoportable, Transit und Coupe hergestellt.
1972 wurde mit der Fertigung von Radio-Recordern begonnen. Der wohl bekannteste und beliebteste war der Sternrecorder R160. Es war eine Gemeinschaftsproduktion verschiedener Werke: Die Nachrichten Elektronik Greifswald (NEG) übernahm die Leiterplattenfertigung, Robotron-Messelektronik „Otto Schön“ Dresden stellte die Kassettenlaufwerke her, die Tonköpfe stammten anfangs vom ungarischen Werk BRG. Nach 1979 wurde die Produktion von Heimelektronik schrittweise auf Mikroelektronik umgestellt. HiFi-Anlagen und tragbare Stereoradio-Recorder werden produziert. 1986 wurde in Berlin-Marzahn ein Erweiterungswerk errichtet, für das moderne Bestückungsautomaten aus Japan und den USA angeschafft wurden. Originalbauteile aus Japan, Lautsprecher von Forster, Elektromechanik von Sanyo wurden importiert, um diesen Anforderungen zu entsprechen.
1990 wurde das Berliner Werk geschlossen und das Kombinat abgewickelt. Alle 3300 Mitarbeiter verloren ihren Arbeitsplatz.

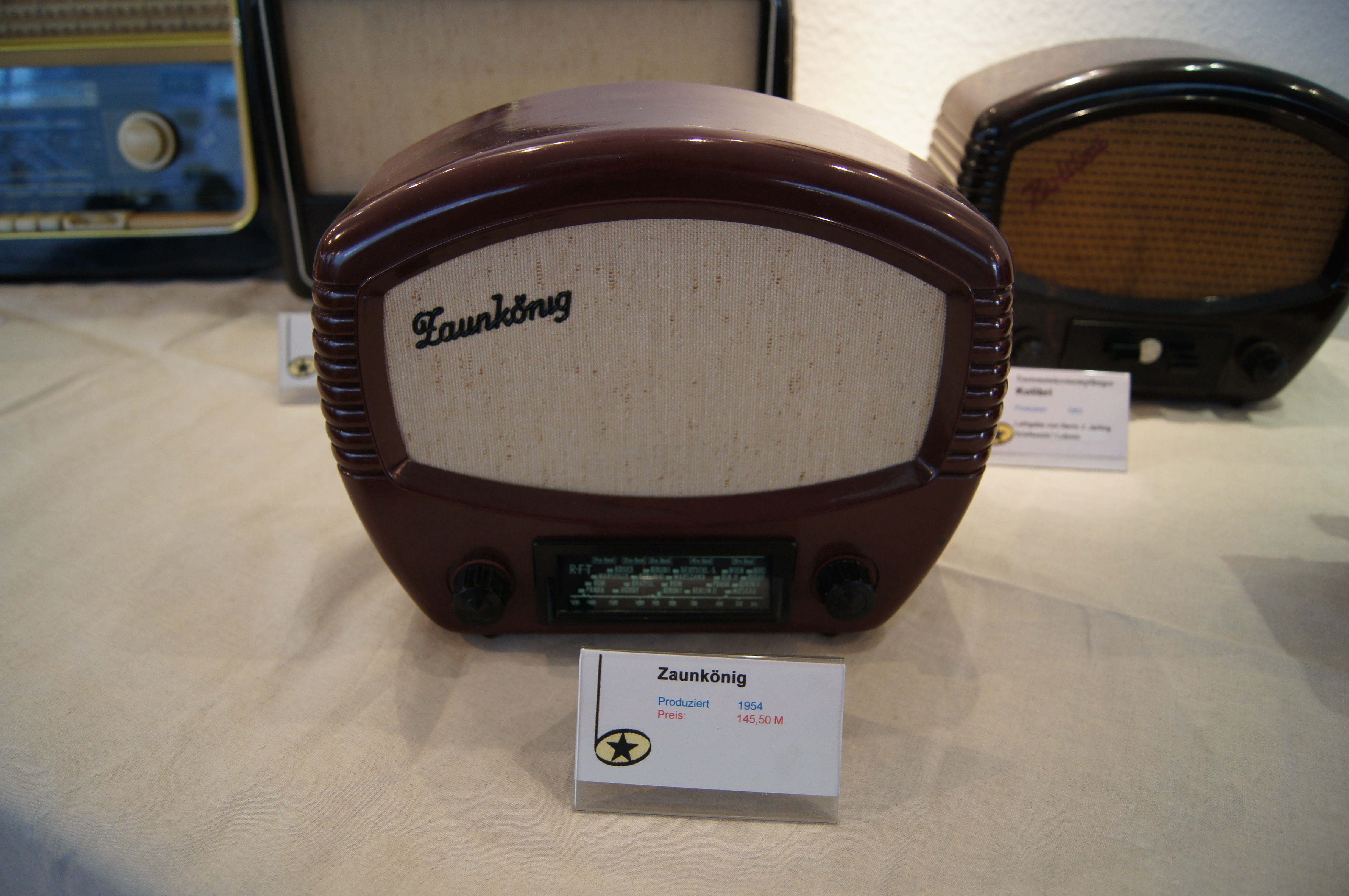
Zaunkönig-Radio
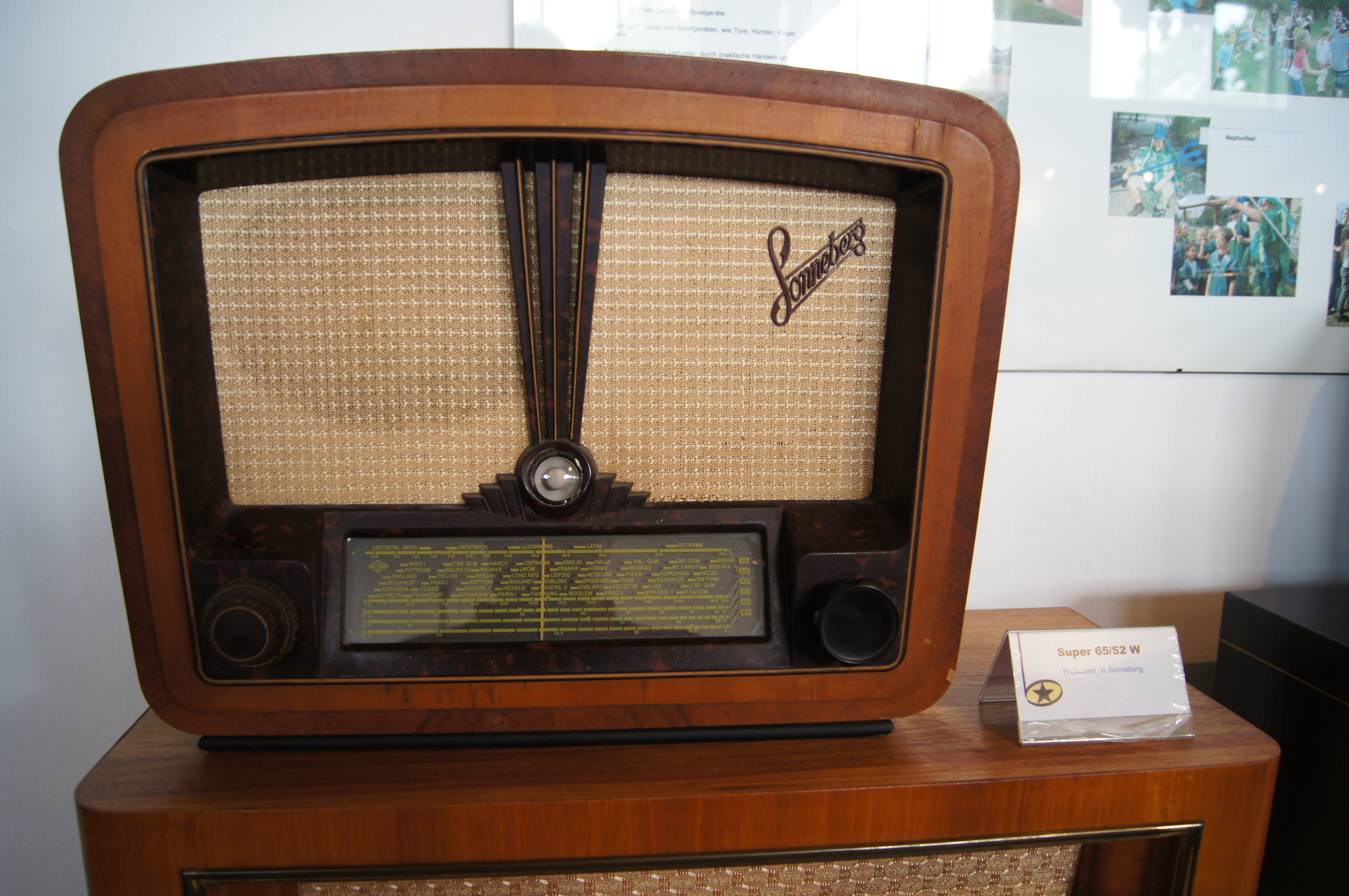
Sonneberg-Radio
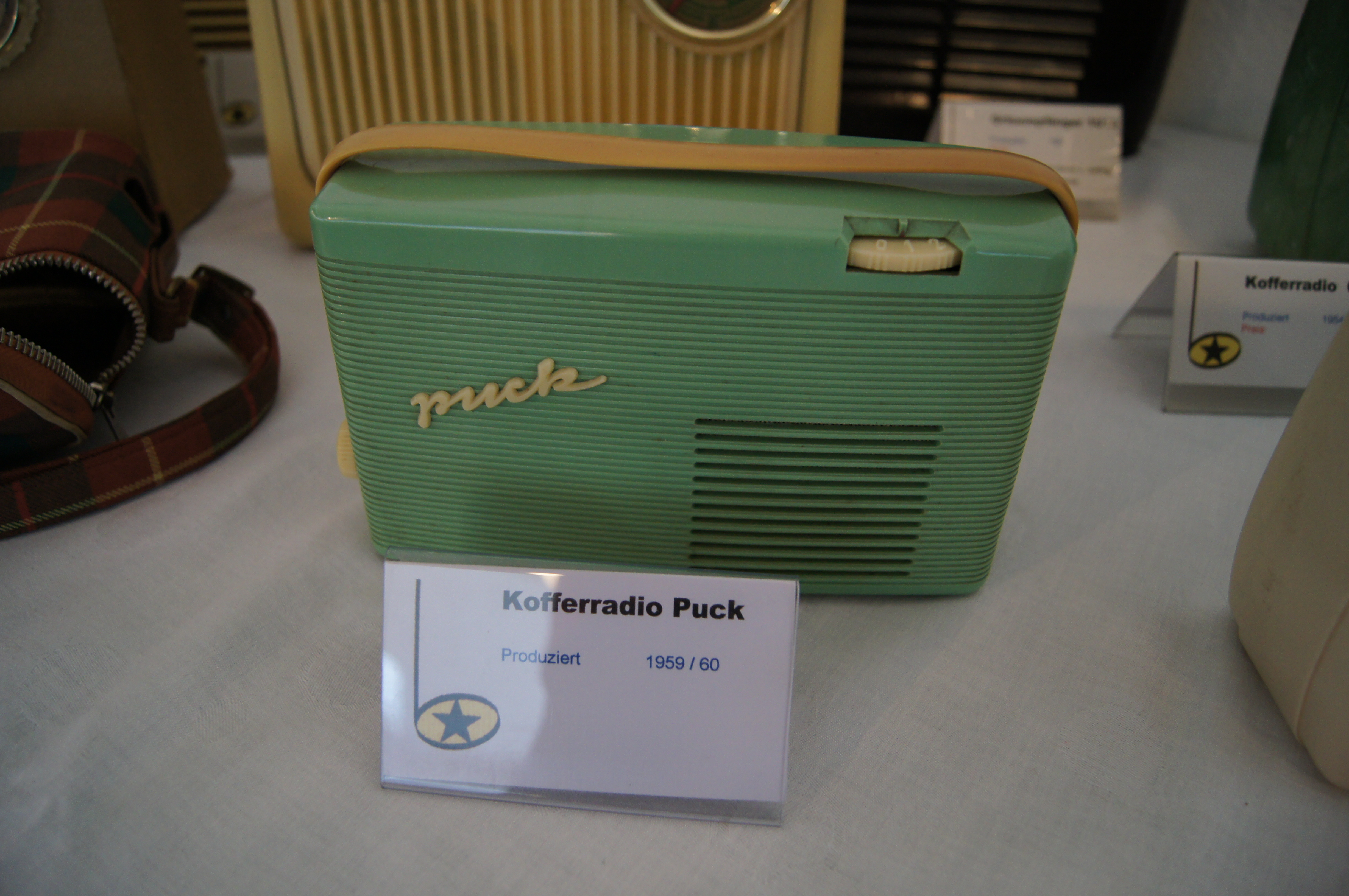
Puck-Kofferradio
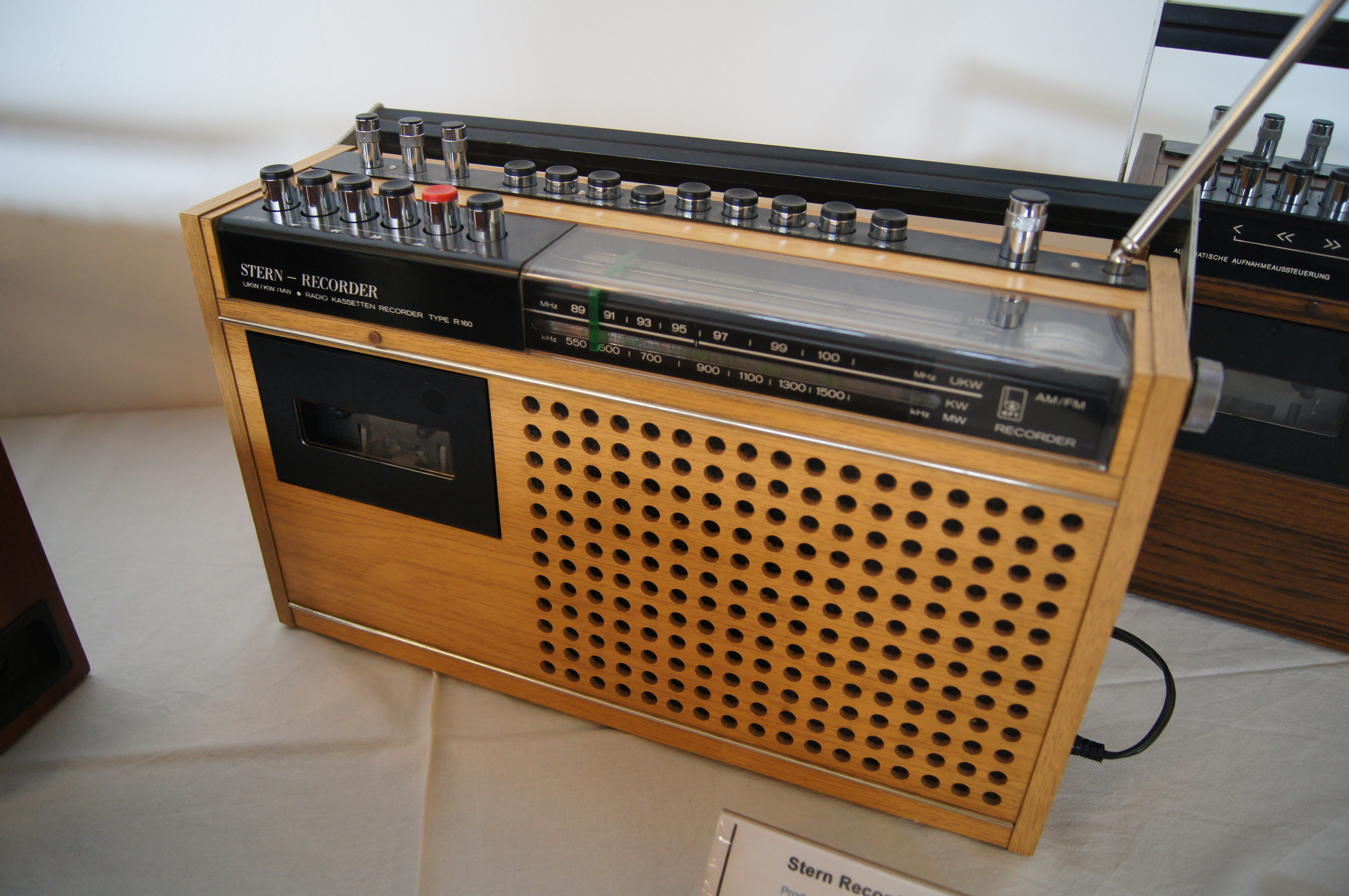
Radio mit Kassettenspieler
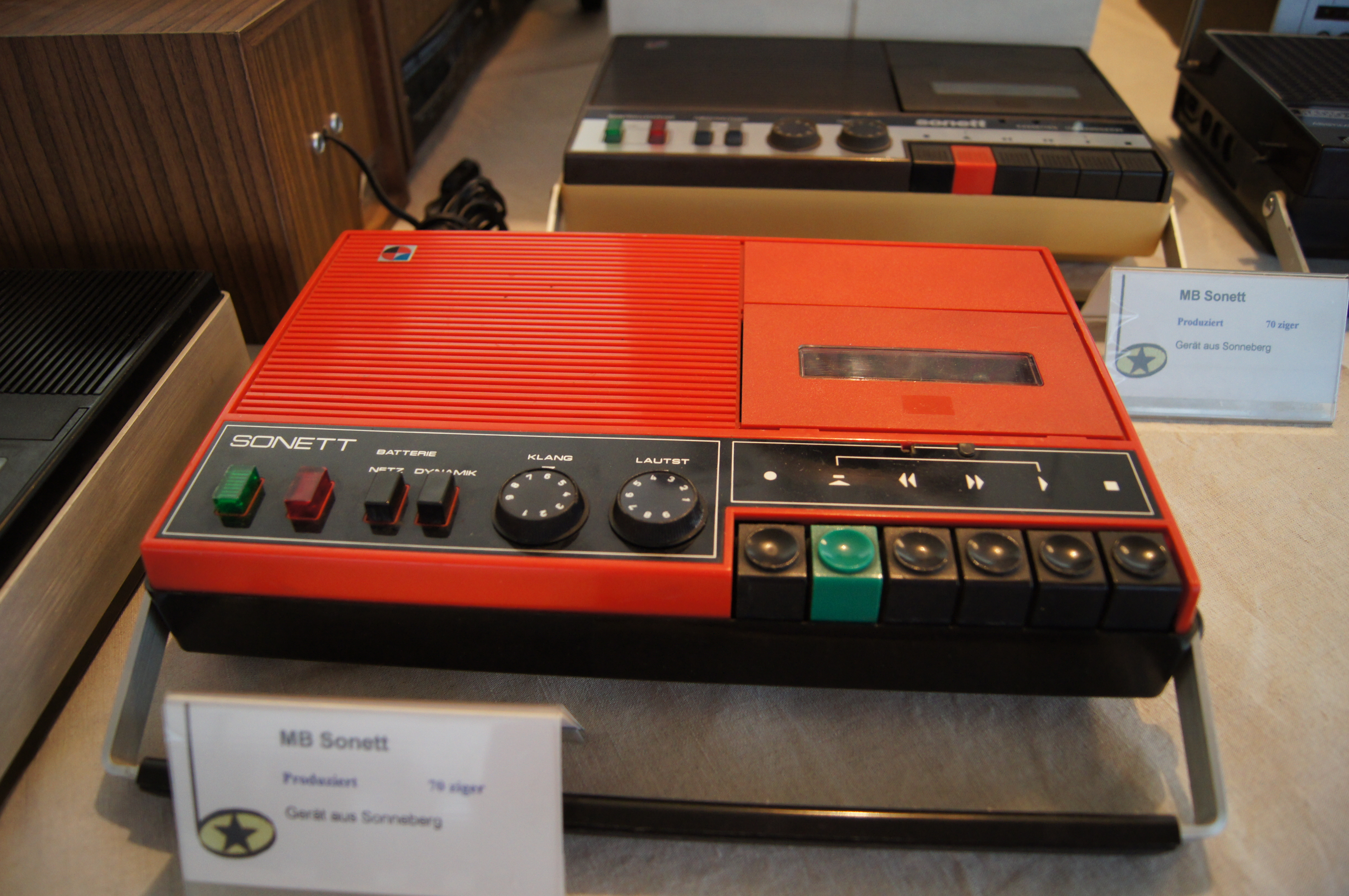
Sonett-Kassettenrekorder
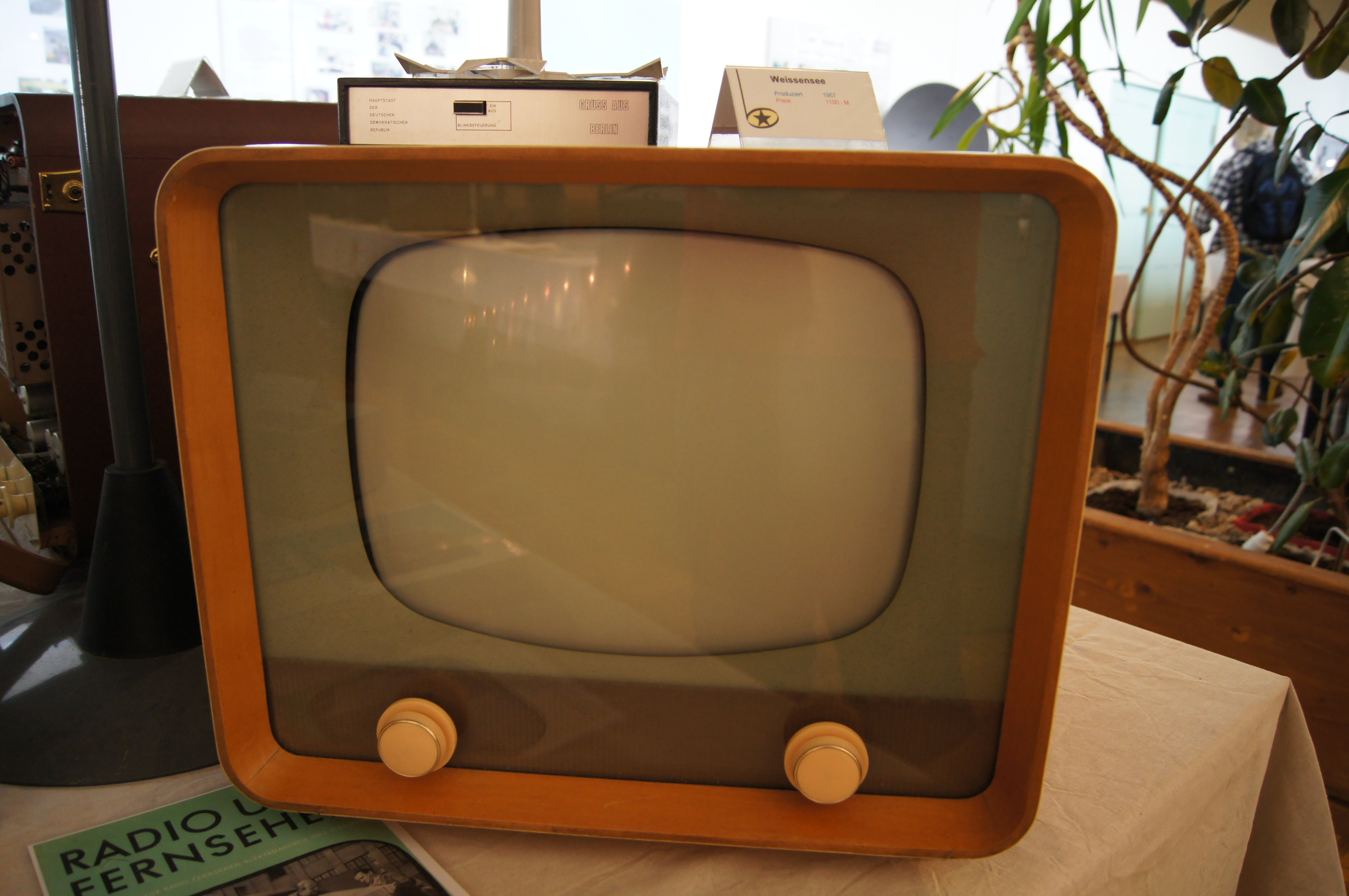
Fernsehgerät

## Sonstiges
- Diskothek in Berlin: In der Alexanderstraße 7 in Berlin-Mitte befand sich[8] der beliebte Club „Sternradio Berlin“ (geschlossen seit 7. Juli 2007)
- Der Kultursaal des ehemaligen VEB Sternradio Sonneberg wurde in Köppelsdorf ab 1991 bis in die 2000er Jahre ebenfalls als „Discothek Stern Radio“ genutzt (geschlossen).
- Das Kombinat Stern-Radio gab monatlich die Zeitung Der Bildschirm (Rafena Werke), ab 1962 unter dem Titel Die aktuelle Welle heraus.
- 1958–1959 schuf der Maler Hans Vent gemeinsam mit Ronald Paris und Rolf Schubert das Wandbild Arbeit und Freizeit im VEB Stern-Radio Berlin.

## Produkte
- Jalta 506, Jalta 5060 – Radiomodelle in den 1960er Jahren
- Stern-Recorder R 160, erster tragbarer Radio-Kassettenrekorder aus DDR-Produktion (1972–1980)[9]
- SKR 700 – ein Stereo-Kassettenrekorder (1985–1989)
- KR 2000 – ein Mono-Kassettenrekorder (1985–1989)